# Caibre Riata
Caibre Riata (fl. 220) est le fondateur mythique éponyme du Dál Riata d’Ulaid et d’Alba.

## Récit fondateur
Caibre ou Coipre Righfhora est le 3e fils de l'Ard ri Erenn mythique Conaire Cóem qui aurait régné de 157 à 165 d’après les dates traditionnelles des Annales des quatre maîtres et de Sarait, fille de Conn Cétchathach. 
Selon la tradition la famine le contraint à quitter le Munster avec sa suite et à émigrer vers l'extrême pointe nord est de l'actuel comté d'Antrim où il établit un royaume qui rapidement, s'implante sur l'autre rive du canal du Nord et étend sa souveraineté dans l'Argyll et le Kintyre.  
C'est de cette tradition, dont Bède le Vénérable, se fait l'écho lorsqu'il évoque un roi « Reuda » :  originaire de
l'actuelle Irlande du Nord qui, au IIIe siècle, donne son nom à ce royaume en y établissant une première colonie.

« Par la suite, en plus des Bretons et des Pictes, la Bretagne accueillit un troisième peuple : les Scots. Ceux-ci, émigrant sous la conduite de leur chef Reuda, s'emparèrent, en négociant ou en usant de la force, des colonies, dont ils disposent toujours. On les appelle encore Dalreudins, du nom de leur chef, car, dans leur langue daal signifie "une partie". »

— Bède Le Vénérable, Histoire ecclésiastique du peuple anglais. Texte traduit et présenté par Philippe Delaveau, Gallimard, 1995  (ISBN 2070730158), « Chapitre premier » p. 67.
Vers 500,  Fergus Mor et ses frères Loarn mac Eirc et Oengus réputés être ses descendants transfèrent le siège du royaume dans leur colonie de Bretagne. La liste des rois légendaires d'Écosse établie par Hector Boece et de Georges Buchanan n'évoque pas Caibre Riata mais mentionne nombre de ses descendants et il semble qu'ils aient eu accès aux généalogies irlandaises.